# Groothoofdspoort
La Groothoofdspoort est un monument historique situé à Dordrecht, aux Pays-Bas. Il s'agit d'une ancienne porte de ville construite originellement au XIVe siècle dont l'aspect actuel est dû à une reconstruction de 1618. Elle fut réalisée en brique et en grès, s'enorgueillant d'un assez riche décor sculpté.

## Description
La Groothdspoort se situe au nord de Dordrecht. La façade faisant face au fleuve est ornée d'un cartouche central représentant le Dordtse Stedemaagd, symbolisant l'imprenabilité et la puissance de la ville ; ce cartouche est couronné par un fronton brisé surmonté d'un buste d'homme. Cette façade est précédée d'une première entrée constituée d'un arc en anse de panier à la décoration d'inspiration rocaille, encadré de deux piliers creusés d'une niche et flanqués aux angles de colonnettes engagées. Ces sculptures sont dues à Gillis Huppe de Liège. Côté ville, la façade est ornée d'une ordonnance inachevée de pilastres doriques puis ioniques. L'entrée est marquée par une arcade en plein cintre encadrée de pilastres bossagés, couronnée d'un cartouche abritant les armoiries de la ville et surmonté d'un fronton à volutes brisé ainsi que d'un buste d'homme.
La tour, remplaçant le toit d'origine, a été construite en 1692.